# Bestuurscollege (Caribisch Nederland)
Het Bestuurscollege vormt het dagelijks bestuur van een Caribisch openbaar lichaam. De gezaghebber is voorzitter van het Bestuurscollege waarin behalve de gezaghebber ook eilandgedeputeerden zitting hebben.
Het Bestuurscollege is te vergelijken met het College van B&W van een Nederlandse gemeente.